# Bäcksgrundet
Bäcksgrundet är en ö i Finland. Den ligger i Bottenhavet eller Norra kvarken och i kommunen Korsnäs i den ekonomiska regionen  Vasa i landskapet Österbotten, i den västra delen av landet. Ön ligger omkring 49 kilometer sydväst om Vasa och omkring 350 kilometer nordväst om Helsingfors.
Öns area är 22,1 hektar och dess största längd är 0,9 kilometer i nord-sydlig riktning. I omgivningarna runt Bäcksgrundet växer i huvudsak blandskog.